# Station Saint-Jean-de-Luz - Ciboure
Station Saint-Jean-de-Luz-Ciboure is een spoorwegstation in de Franse gemeente Saint-Jean-de-Luz.